# Politique d'une seule Chine
 (septembre 2009).
Si vous disposez d'ouvrages ou d'articles de référence ou si vous connaissez des sites web de qualité traitant du thème abordé ici, merci de compléter l'article en donnant les références utiles à sa vérifiabilité et en les liant à la section « Notes et références ».
Vous pouvez aider à l'améliorer ou bien discuter des problèmes sur sa page de discussion.
La politique d'une seule Chine ou principe d'une seule Chine (chinois simplifié : 一个中国 ; chinois traditionnel : 一個中國 ; pinyin : yī gè Zhōngguó) est une position politique de la république populaire de Chine selon laquelle la Chine est Une et unie. Selon ce principe, Taïwan, administrée de facto par la république de Chine depuis 1945 et par le Japon auparavant, fait partie de cette Chine unifiée.
La Chine refuse les échanges diplomatiques et commerciaux avec les pays opposés au principe d'une seule Chine. La plupart des pays de la communauté internationale ainsi que des organisations internationales (ONU, etc.) acceptent ce principe à partir des années 1970.

## Position de la république populaire de Chine
La république populaire de Chine (RPC) a posé le principe d'une seule Chine depuis que « Les nationalistes du parti Kuomintang se sont réfugiés sur l'île (de Taïwan) et ont proclamé leur propre gouvernement » (à la fin des années 1940). « Selon ce principe, Taïwan mais aussi Hong Kong, le Tibet, Macao et le Xinjiang font partie d'une Chine réunifiée ». La RPC demande à tout pays qui veut entretenir des relations diplomatiques et économiques avec elle de cautionner ce principe.
Cette position est institutionnalisée par la loi antisécession de la république populaire de Chine en 2005.

## Position de Taïwan (République de Chine)
Si depuis la prise de pouvoir du parti communiste chinois en 1949, le Kuomintang (parti nationaliste chinois) de la République de Chine (en anglais ROC, Republic of China) s'est vu de facto réduit à gouverner sur l'île de Taïwan, il a conservé Nankin comme capitale administrative officielle et partage avec le PCC la vision d'une seule Chine, ne divergeant que sur qui la gouverne.
Durant une courte période (2000 à 2008), le Parti démocrate progressiste (Minjindang, parti indépendantiste) a le pouvoir en république de Chine et veut renommer la république de Chine en république de Taïwan, par un référendum en 2008.
À la suite des élections présidentielle et législatives et de l'alternance politique qui suit, le parti du Kuomintang, reprend le pouvoir sur l'île de 2008 à 2016. Il enclenche une politique de rapprochement entre les deux rives du détroit de Taïwan. Le Kuomintang a pour position « le principe d'une Chine, qui est la république de Chine », et établit les relations avec Pékin dans le cadre du consensus de 1992 : « Une Chine mais différentes interprétations ». Des accords d'ouverture entre les deux gouvernements ont été signés, le tourisme a été facilité et des liaisons quotidiennes ont été établies grâce à de nombreuses lignes aériennes et maritimes. Des accords de libre-échange ont également été mis en place. Aux termes de la Constitution de la république de Chine, la souveraineté sur les territoires de la Chine continentale, de Macao et de Hong Kong est toujours revendiquée. Toutefois, Taïwan ne réclame plus dans les faits la souveraineté sur le continent depuis la fin des années 1990.
À la suite des manifestations de 2019 à Hong Kong, Tsai Ing-wen (蔡英文), la présidente de Taïwan, élue en 2016 et réélue en 2020, a réaffirmé son opposition à la formule « un pays deux systèmes » que la république populaire de Chine veut imposer à Taïwan pour justifier une réunification. Selon Tsai Ing-wen, Taïwan est de facto un pays indépendant.

## Consensus de 1992 entre le parti communiste chinois et le Kuomintang
En 1992, un consensus sur le différend est développé par le Parti communiste chinois et le Kuomintang, au pouvoir en Chine et à Taïwan, autour du principe non défini d'une seule Chine.

## Position des autres pays du monde
La république populaire de Chine n'autorise aucune relation commerciale ou diplomatique avec les pays ne reconnaissant pas la politique d’une seule Chine. La plupart des pays (environ 160) ont fait le choix de maintenir des relations diplomatiques avec la RPC et ont donc rompu celles avec Taïwan. De nombreux pays y conservent toutefois des bureaux de représentation.
Les États-Unis se sont engagés à défendre Taïwan en cas d'agression militaire.